# Derbi de la Comunidad
El Derbi de la Comunidad, en valenciano Derbi de la Comunitat, es un partido de fútbol de la Comunidad Valenciana que enfrenta al Valencia CF y al Villarreal CF. Separados por 56 kilómetros, históricamente han mantenido una relación cordial ya que siempre estuvieron en diferentes divisiones y rara vez se enfrentaron entre sí.
Sin embargo, una rivalidad comenzó en 1997 cuando Fernando Roig no logró suceder a su hermano Francisco como dueño del Valencia CF y, de manera controvertida, optó por comprar el Villarreal CF, en la ciudad de Villarreal, un equipo relativamente desconocido hasta ese momento. El Villarreal se fortaleció tras la fuerte inversión de Roig, desafiando la supremacía del Valencia como el club más grande de la Comunitat Valenciana, convirtiendo una rivalidad antes inexistente en uno de los derbis más importante del país.
Actualmente, la rivalidad se ha convertido en un factor decisivo en cuanto a quién es el mejor representante del fútbol valenciano, tanto en España como en el mundo. Sus encuentros incluyen una semifinal de la Copa de la UEFA en 2004 y unos cuartos de final de la Liga Europa de la UEFA en 2019 (ambos con victoria del Valencia CF).

## Enfrentamientos directos
| Competición     | Partidos jugados | Victoria Valencia | Empates | Victoria Villarreal | Goles Valencia | Goles Villarreal |
| --------------- | ---------------- | ----------------- | ------- | ------------------- | -------------- | ---------------- |
| La Liga         | 48               | 18                | 9       | 21                  | 63             | 64               |
| Copa del Rey    | 7                | 4                 | 2       | 1                   | 15             | 7                |
| Copa de la UEFA | 4                | 3                 | 1       | 0                   | 6              | 1                |
| Total           | 59               | 25                | 12      | 22                  | 84             | 72               |

Fuente: 

## Resultados en todas las competiciones

### Liga
|           |          | Valencia CF vs Villarreal CF | Valencia CF vs Villarreal CF | Valencia CF vs Villarreal CF | Valencia CF vs Villarreal CF | Villarreal CF vs Valencia CF | Villarreal CF vs Valencia CF | Villarreal CF vs Valencia CF | Villarreal CF vs Valencia CF |
| --------- | -------- | ---------------------------- | ---------------------------- | ---------------------------- | ---------------------------- | ---------------------------- | ---------------------------- | ---------------------------- | ---------------------------- |
| Temporada | División | Fecha                        | Estadio                      | Marcador                     | Espectadores                 | Fecha                        | Estadio                      | Marcador                     | Espectadores                 |
| 1998-99   | La Liga  | 20-09-1998                   | Mestalla                     | 1 – 0                        | 48,000                       | 14-02-1999                   | El Madrigal                  | 1 – 0                        |                              |
| 2000-01   | La Liga  | 25-02-2001                   | Mestalla                     | 3 – 1                        |                              | 14-10-2000                   | El Madrigal                  | 1 – 1                        |                              |
| 2001-02   | La Liga  | 07-10-2001                   | Mestalla                     | 1 – 0                        | 45,000                       | 16-02-2002                   | El Madrigal                  | 1 – 1                        | 21,000                       |
| 2002-03   | La Liga  | 11-05-2003                   | Mestalla                     | 1 – 2                        | 43,000                       | 14-12-2002                   | El Madrigal                  | 0 – 2                        | 22,000                       |
| 2003-04   | La Liga  | 04-01-2004                   | Mestalla                     | 4 – 2                        | 40,000                       | 14-05-2004                   | El Madrigal                  | 2 – 1                        | 11,256                       |
| 2004-05   | La Liga  | 30-08-2004                   | Mestalla                     | 2 – 1                        | 50,000                       | 23-01-2005                   | El Madrigal                  | 3 – 1                        | 21,000                       |
| 2005-06   | La Liga  | 22-03-2006                   | Mestalla                     | 1 – 1                        | 51,000                       | 05-11-2005                   | El Madrigal                  | 1 – 0                        | 18,000                       |
| 2006-07   | La Liga  | 26-05-2007                   | Mestalla                     | 2 – 3                        | 44,000                       | 07-01-2007                   | El Madrigal                  | 0 – 1                        | 23,000                       |
| 2007-08   | La Liga  | 26-08-2007                   | Mestalla                     | 0 – 3                        | 55,000                       | 19-01-2008                   | El Madrigal                  | 3 – 0                        | 19,000                       |
| 2008-09   | La Liga  | 10-01-2009                   | Mestalla                     | 3 – 3                        | 40,000                       | 23-05-2009                   | El Madrigal                  | 3 – 1                        | 20,000                       |
| 2009-10   | La Liga  | 17-01-2010                   | Mestalla                     | 4 – 1                        | 40,000                       | 08-05-2010                   | El Madrigal                  | 2 – 0                        | 17,000                       |
| 2010-11   | La Liga  | 10-04-2011                   | Mestalla                     | 5 – 0                        | 45,000                       | 20-11-2010                   | El Madrigal                  | 1 – 1                        | 23,000                       |
| 2011-12   | La Liga  | 05-05-2012                   | Mestalla                     | 1 – 0                        | 35,000                       | 08-01-2012                   | El Madrigal                  | 2 – 2                        | 18,000                       |
| 2013-14   | La Liga  | 23-03-2014                   | Mestalla                     | 2 – 1                        | 37,214                       | 27-10-2013                   | El Madrigal                  | 4 – 1                        | 22,539                       |
| 2014-15   | La Liga  | 05-04-2015                   | Mestalla                     | 0 – 0                        | 41,830                       | 02-11-2014                   | El Madrigal                  | 1 – 3                        | 23,000                       |
| 2015-16   | La Liga  | 01-05-2016                   | Mestalla                     | 0 – 2                        | 38,283                       | 31-12-2015                   | El Madrigal                  | 1 – 0                        | 17,616                       |
| 2016-17   | La Liga  | 21-05-2017                   | Mestalla                     | 1 – 3                        | 33,587                       | 21-01-2017                   | Estadio de la Cerámica       | 0 – 2                        | 17,615                       |
| 2017-18   | La Liga  | 23-12-2017                   | Mestalla                     | 0 – 1                        | 39,181                       | 05-05-2018                   | Estadio de la Cerámica       | 1 – 0                        | 18,579                       |
| 2018-19   | La Liga  | 01-05-2019                   | Mestalla                     | 3 – 0                        | 37,658                       | 23-09-2018                   | Estadio de la Cerámica       | 0 – 0                        | 18,373                       |
| 2019-20   | La Liga  | 30-11-2019                   | Mestalla                     | 2 – 1                        | 38,988                       | 28-06-2020                   | Estadio de la Cerámica       | 2 – 0                        | Sin público                  |
| 2020-21   | La Liga  | 05-03-2021                   | Mestalla                     | 2 – 1                        | Sin público                  | 18-10-2020                   | Estadio de la Cerámica       | 2 – 1                        | Sin público                  |
| 2021-22   | La Liga  | 30-10-2021                   | Mestalla                     | 2 – 0                        | 31,487                       | 19-04-2022                   | Estadio de la Cerámica       | 2 – 0                        | 13,570                       |
| 2022-23   | La Liga  | 06-05-2023                   | Mestalla                     | 1 – 1                        | 43,634                       | 31-12-2022                   | Estadio de la Cerámica       | 2 – 1                        | 19,247                       |
| 2023-24   | La Liga  | 02-01-2024                   | Mestalla                     | 3 – 1                        | 44,973                       | 17-03-2024                   | Estadio de la Cerámica       | 1 – 0                        | 20,647                       |

### Copa del Rey
| Temporada | Competición  | Ronda                                | Fecha      | Estadio     | Marcador       | Espectadores |
| 1986-87   | Copa del Rey | Primera ronda                        | 17-09-1986 | El Madrigal | 2 – 2 p. (4–3) |              |
| 1992-93   | Copa del Rey | Ida de los cuartos de final          | 24-03-1993 | El Madrigal | 1 – 2          |              |
| 1992-93   | Copa del Rey | Vuelta de los cuartos de final       | 14-04-1993 | Mestalla    | 6 – 0          |              |
| 2005-06   | Copa del Rey | Ida de los dieciseisavos de final    | 04-01-2006 | El Madrigal | 0 – 2          | 18,000       |
| 2005-06   | Copa del Rey | Vuelta de los dieciseisavos de final | 11-01-2006 | Mestalla    | 1 – 0          | 35,000       |
| 2010-11   | Copa del Rey | Ida de los dieciseisavos de final    | 21-12-2010 | Mestalla    | 0 – 0          | 20,000       |
| 2010-11   | Copa del Rey | Vuelta de los dieciseisavos de final | 06-01-2011 | El Madrigal | 4 – 2          | 20,000       |

### Competiciones europeas
| Temporada | Competición             | Ronda                          | Fecha      | Estadio                | Marcador | Espectadores |
| 2003-04   | Copa de la UEFA         | Ida de las semifinales         | 22-04-2004 | El Madrigal            | 0 – 0    | 23,000       |
| 2003-04   | Copa de la UEFA         | Vuelta de las semifinales      | 06-05-2004 | Mestalla               | 1 – 0    | 52,000       |
| 2018-19   | Liga Europea de la UEFA | Ida de los cuartos de final    | 11-04-2019 | Estadio de la Cerámica | 1 – 3    | 17,605       |
| 2018-19   | Liga Europea de la UEFA | Vuelta de los cuartos de final | 18-04-2019 | Mestalla               | 2 – 0    | 26,403       |